# Squadra Distruttrice
La Squadra Distruttrice (Wrecking Crew) è un gruppo di supercriminali dei fumetti, creato da Len Wein (testi) e Sal Buscema (disegni), pubblicata dalla Marvel Comics. La loro prima apparizione avviene in The Defenders (vol. 1) n. 17 (novembre 1974).
Si battono principalmente contro Thor, ma hanno anche affrontato molte volte i Vendicatori.
Ha fatto parte della Squadra anche Excavator, il giovane figlio di Piledriver.

## Storia
Dirk Garthwaite era un tipo anti-sociale e violento che decise di incanalare la sua naturale tendenza alla distruzione dedicandosi all'attività criminale. Durante una sua scorribanda, si imbatté in Loki che, indebolito da Odino, stava cercando di ottenere nuovi poteri da Karnilla, la regina dei Norn. Dirk, con il suo piede di porco, stese Loki, ottenendo per sé quei poteri che trasformarono la sua arma in un oggetto incantato (similmente al Mjolnir). Mesi dopo, mentre si trovava in prigione, venne avvicinato dall'ex fisioterapista Eliot Franklin che lo ingaggiò affinché recuperasse una bomba con cui intendeva ricattare la città di New York. Garthwaite riesce a recuperare il suo piede di porco e, cercando complici, decide di dividere il potere magico in esso contenuto con i suoi compagni di cella, il ladruncolo Philip Calusky e l'ex sergente dei Marines Henry Camp più lo stesso Franklin. I quattro, potenziati con forza e resistenza super umane, formarono così la Squadra Distruttrice.
In seguito, affrontano molti eroi, come l'Uomo Ragno, Ercole, i Vendicatori, Pugno d'acciaio e Luke Cage, ma il loro più grande nemico rimane Thor.
Durante l'evasione di massa dal Raft, causata da Electro, la Squadra Distruttrice riesce a fuggire, ma i membri vengono nuovamente arrestati.

### Civil War e l'Iniziativa
Durante la Guerra Civile dei superumani, la Squadra Distruttrice viene costretta a far parte dei Thunderbolts al servizio del governo, ma poi scappano in Canada per non subire l'atto di Registrazione.
Dopo la formazione degli Omega Flight, vengono nuovamente sconfitti e reclusi. Pochi mesi dopo, riescono a fuggire e tornano negli Stati Uniti, per unirsi al Sindacato dei Criminali di Hood.
In seguito partecipano ad un complotto organizzato da Jigsaw per uccidere Punisher, ma vengono sconfitti da Rhino, a quei tempi in debito con lo stesso Punisher.

### Secret Invasion
Durante l'invasione, la Squadra combatte gli alieni insieme ai Vendicatori (governativi e clandestini), mettendo da parte la propria rivalità, e al Sindacato dei Criminali.

### Dark Reign e Assedio
Durante il Regno Oscuro di Norman Osborn si scontrano più volte con i Nuovi Vendicatori, senza riuscire mai a sconfiggerli. Poco prima dall'assalto ad Asgard, entrano a far parte dell'Iniziativa di Osborn.
In seguito partecipano all'Assedio e cercano di rubare tesori nascosti nella dimora degli dei, ma vengono sconfitti dai Giovani Vendicatori e imprigionati insieme al resto del Sindacato.
1. 1 2  Il termine volume è usato in lingua inglese, in questo contesto, per indicare le serie, pertanto Vol. 1 sta per prima serie, Vol. 2 per seconda serie e così via.